# Cricotopus fontinalis
Cricotopus fontinalis är en tvåvingeart som först beskrevs av Jean-Jacques Kieffer 1925.  Cricotopus fontinalis ingår i släktet Cricotopus och familjen fjädermyggor.
Artens utbredningsområde är Österrike. Inga underarter finns listade i Catalogue of Life.